# B. J. Blazkowicz
Pour un article plus général, voir Wolfenstein (série de jeux vidéo).
William Joseph « B. J. » Blazkowicz est un personnage fictif, protagoniste de la série de jeux vidéo Wolfenstein.

## Biographie fictive
William Joseph Blazkowicz est né aux États-Unis le 15 août 1911, il est issu d'une famille d'immigrants polonais. Sa mère était juive et a essayé de le cacher en vain. Au cours de la Seconde Guerre mondiale, B.J. devient un sergent dans les US Army Rangers. Puis, il est recruté en tant qu'agent secret pour le B.A.S., qui l'envoie enquêter sur les rumeurs d'activité occulte de la Division Paranormal SS du Troisième Reich.

## Description

### Traits physiques
Il n'y a pas grand chose à dire sur le physique de B.J. avant 2001 à la sortie de Return to Castle : Wolfenstein. En 2001, nous avons un personnage relativement large d'épaules, châtain aux yeux foncés, mais les graphismes de l'époque ne permettaient pas de faire figurer beaucoup de détails. En 2009, lors de la sortie de Wolfenstein, nous avons un personnage brun, aux yeux foncés, à la mâchoire carrée mais son physique n'est pas remarquable. En revanche, en 2014 apparaît un B.J. Blazkowicz charismatique, avec un corps musclé, une mâchoire carrée, des yeux bleus et des cheveux châtains. La tête de B.J. de 2014 fait un peu penser à celle de Wolfenstein 3D de 1992.

### Caractère
William B.J. Blazkowicz est une personne très charismatique. Il ne perd jamais son sang-froid, fait preuve de courage et de calme. Il est fidèle à ses convictions et défend ceux qui comptent pour lui. Il ne recule jamais devant les nazis, qui sont réputés comme étant lâches, peu intelligents, cruels et inhumains.

## Apparitions

### Jeux vidéo

#### Série Wolfenstein
- B.J. Blazkowicz apparaît pour la première fois dans la série Wolfenstein, en 1992, avec la sortie de Wolfenstein 3D, puis il est de nouveau visible dans Spear of Destiny.
- Il réapparaît bien plus tard, en 2001, dans Return to Castle Wolfenstein et dans Wolfenstein: Enemy Territory en 2003.
- En 2009, il est présent dans Wolfenstein.
- En 2014, il apparaît dans Wolfenstein: The New Order, puis en 2015 dans Wolfenstein: The Old Blood.
- En 2017, il est présent, toujours en tant que personnage principal, dans Wolfenstein II: The New Colossus.
- En 2019, il fait son apparition durant l'aventure de ses filles jumelles dans Wolfenstein: Youngblood, alors qu'il est porté disparu.

#### Autre
Le 12 juin 2017, il est ajouté dans la bêta de Quake Champions.

### Courts métrages
B. J. Blazkowicz apparaît également dans quatre courts métrages créés en 2009 à la sortie du jeu vidéo Wolfenstein,,,. Les courts métrages seront des continuités rétroactives.